# Marta Valverde
Marta Valverde Martín (Valladolid, 24 de agosto de 1962) es una actriz y cantante española.

## Biografía
Marta Valverde es hija del cantante Lorenzo Valverde y Ángeles Martín, y hermana mayor de Loreto Valverde. Tiene un hijo llamado Blas, de su relación con Blas San José.
Debutó muy joven en el cine, con la película Jane, mi pequeña salvaje (1982), de Eligio Herrero. En años sucesivos trabajaría a las órdenes, entre otros, de Mariano Ozores o Paul Naschy.
Sin embargo, su carrera ha sido más sólida sobre el escenario. Desde principios de los años ochenta interviene en Revistas y comedias de teatro, como Revista, revista, siempre revista (1983) de Mariano Torralba y Alfonso Santiesteban, junto a Marujita Díaz y Alfonso del Real o Por la calle de Alcalá, con Esperanza Roy.
En televisión participó en la serie El sexólogo (1994), de Mariano Ozores.
En cuanto a su faceta musical, además de grabar dos discos con su hermana Loreto (Caramelo y Angelo),
ha relanzado su carrera en los últimos años gracias a su voz: En el verano de 1999 intervino en un espectáculo llamado Antología de la zarzuela madrileña Viva Madrid, junto a Juanito Navarro y Manuel Codeso; posteriormente ha intervenido en los musicales Cabaret (2003-2004), interpretando a Fraulein Kost, Mamma Mia! (2004-2007), en el papel de Tanya o Chicago (2010-2011), como  Mama Morton y la obra de texto Sexo en Nueva York (2007). 
Entre los premios recibidos merece destacar el Premio Nacional de Teatro 2009 como mejor actriz de musicales por su papel en Mamma Mia!.
Además en 2006 participó en el reality show de Telecinco Supervivientes: Perdidos en el Caribe.
En 2012 fallece su madre al caerse por unas escaleras. Se abrió la cabeza y la condujeron al Hospital Puerta de Hierro donde, tras esperar a que se despertara, falleció, siendo su cuerpo donado por sus hijas para poder salvar más vidas.
En el verano de 2013, participa en la serie de televisión Esposa2 de Telecinco. En 2017 formó parte del elenco de otro musical, Menopause, el musical, junto a su hermana Loreto.

## Filmografía
| - ¡Que vienen los socialistas! (1982) como Mercedes - Jane, mi pequeña salvaje (1982) como Elsa. - Cuando Almanzor perdió el tambor (1984) como Blanca. - Playboy en paro (1984) como Charo. - Cuatro mujeres y un lío (1985) como Bárbara. - Don Cipote de la Manga (1985) como Campesina. - Viva la risa (1987) como Amante. - Ya no va más (1988) como Margarita. - Hacienda somos casi todos (1988) como Berta. - Disparate nacional (1990) como Zorita. - Superagentes en Mallorca (1990) como Marta. - La noche del ejecutor (1992) como Lola. - La hermana (1997) como Teresa. - ¡Ja me maaten...! (2000) como Sra. de Gamero. - Autoréplica (2013) como Greta. | - Por la calle de Alcalá (1983) - Revistas, revistas, siempre revistas (1983) - Barnum (1984) - La corte del faraón (1998) - La venganza de la Petra (2002) - Cabaret (2003-2004) - Mamma Mia! (2004-2011) - Sexo en Nueva York (2007) - El Diario de Ana Frank, un canto a la vida (2008) - Quisiera ser (2009) - Chicago, el musical (2011-2012) - ¿Hacemos un trío? Algo más que un musical... (2013-2014) - Cosas de papá y mamá (2016) - Menopausia (2016) - Pareja Abierta (2017) - La Telaraña (2019) - Annie (2019-2021) - La llamada (2021-presente) |